# Lejkownica nadrzewna

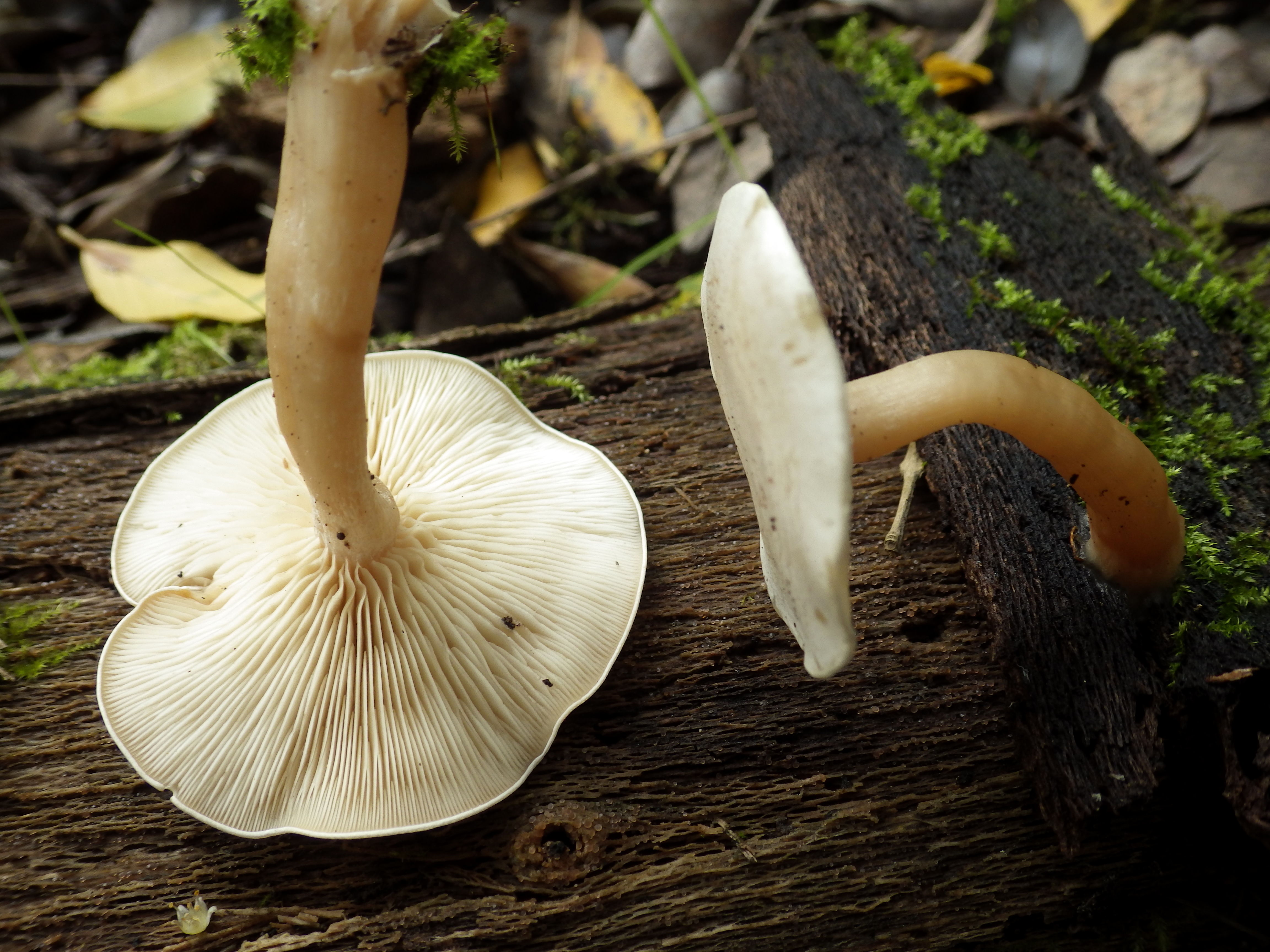

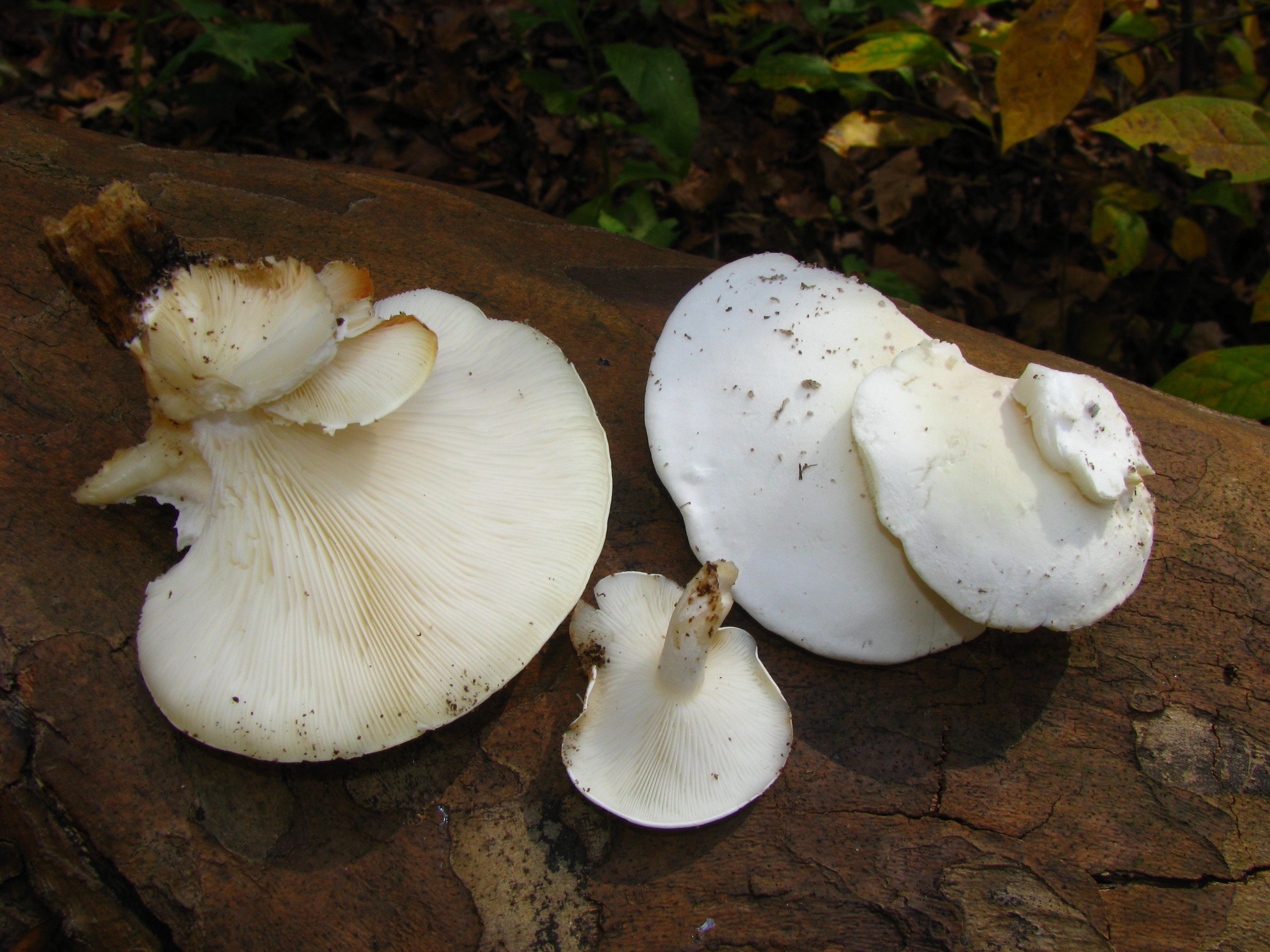

Lejkownica nadrzewna (Ossicaulis lignatilis (Pers.) Redhead & Ginns) – gatunek grzybów workowych z rodziny kępkowcowatych Lyophyllaceae.

## Systematyka i nazewnictwo
Pozycja w klasyfikacji według Index Fungorum: Ossicaulis, Lyophyllaceae, Agaricales, Agaricomycetidae, Agaricomycetes, Agaricomycotina, Basidiomycota, Fungi.
Po raz pierwszy opisał go w 1801 r. Christiaan Hendrik Persoon, nadając mu nazwę Agaricus lignatilis. W 1985 r. Scott Alan Redhead i James Herbert Ginns przenieśli go do rodzaju Ossicaulis. Ma ponad 20 synonimów. Niektóre z nich:
- Hypsizygus circinatus (Gillet) Singer 1951
- Nothopanus lignatilis (Pers.) Bon 1986
- Omphalia lignatilis (Pers.) Quél. 1902
- Pleurocybella lignatilis (Pers.) Singer 1947[2].

Polską nazwę podał Władysław Wojewoda w 1999 r., Krzysztof Kluk i Józef Jundziłł używali nazwy bedłka.

## Morfologia
Kapelusz
Średnica (1,5) 3–10(12) cm, początkowo, wypukły, potem płaski, na koniec lekko wgłębiony, higrofaniczny. Powierzchnia oprószona, mączno-jedwabista do drobno aksamitnej, często promieniście prążkowana, matowa, często białokredowa z różowym lub bladowinnym odcieniem na środku, następnie szarawokremowa, brązowawoszara do ochrowej. Brzeg początkowo podwinięty, następnie często falisty i nacięty lub spękany, karbowany, ostry.
Blaszki
Szeroko przyrośnięte lub wolne, dość wąskie, o szerokości do 6 mm, miejscami rozwidlone, z blaszeczkami, gęste lub bardzo gęste, białe, czasami żółknące lub brązowiejące, po wyschnięciu żółtawobiałe.
Trzon
Wysokość 1–8 cm, grubość 0,15–0,6(1,5) cm, centralny lub ekscentryczny, o zmiennym kształcie, często krótki, cylindryczny lub lekko rozszerzony w kierunku podstawy, często wygięty, ze skupiskami małych, wadliwych kapeluszy u nasady, pełny, twardy. Powierzchnia często nieco bardziej szorstka w kierunku wierzchołka, ku dołowi zamszowa, kredowobiała do kremowej, czasami z lekkim winnoróżowym odcieniem, często ze sznurami grzybni u podstawy.
Miąższ
Cienki, biały, czasem wodnisty, z wyraźną warstwą błoniastą pod skórką i nad blaszkami, nie zmieniający barwy po uszkodzeniu. Zapach silnie mączny, smak słodki do silnie grzybowo-mączystego.
Cechy mikroskopowe
Podstawki maczugowate, z 1, 2, 3 i 4 sterygmami, ze sprzążką bazalną, małe, 17–20(25) x 3,8–4 µm. Zarodniki prawie kuliste, szeroko elipsoidalne, elipsoidalne lub łezkowate, gładkie, cienkościenne, z gutulami i małym hilum, szkliste, nieamyloidalne, cyjanofilne, małe, 4–5(6) x 2–2,5(3,5) µm. W hymenium brak cystyd, czasami występuje kilka nieregularnychcheilocystyd. Trama blaszek regularna, utworzone z luźnych, cienkościennych strzępek o średnicy 3–12(28) µm. Skórka kapelusza zbudowana z nieregularnie splątanych, częściowo rozgałęzionych, rozwidlonych i łączących się, cienkościennych strzępek o średnicy 4–9 µm, czasami z guzkowymi naroślami i kilkoma rzadkimi, koralkowatymi lub uchyłkowymi końcówkami. Sprzążki obecne w komórkach skórki i u podstawy podstawek.
Gatunki podobne
Bokówka biała (Pleurocybella porrigens) ma owocniki raczej płatkowe lub językowate, nie mączny zapach, większe zarodniki i rośnie na drewnie iglastym.

## Występowanie i siedlisko
Znane jest jej występowanie Ossicaulis lignatilis w Ameryce Północnej, Europie, Azji i Australii. W. Wojewoda w 2003 r. przytoczył liczne stanowiska, w późniejszych latach podano następne, aktualne stanowiska podaje także internetowy atlas grzybów. Gatunek rzadki. Na Czerwonej liście roślin i grzybów Polski ma status V – gatunek narażony, który zapewne w najbliższej przyszłości przesunie się do kategorii wymierających, jeśli nadal będą działać czynniki zagrożenia.
Grzyb nadrzewny, saprotrof występujący w parkach, lasach liściastych, przy drogach i ścieżkach. Rozwija się na drewnie drzew liściastych, zwykle na pniakach i martwych pniach, ale także na przewróconych i żywych pniach drzew. Częściej spotykany w górach. W Polsce notowany na bukach, topolach, i wiązach.